# Province de Las Palmas
Pour les articles homonymes, voir Las Palmas.
La province de Las Palmas (en espagnol : Provincia de Las Palmas) est l'une des deux provinces de la communauté autonome des Canaries, en Espagne. Sa capitale est la ville de Las Palmas de Grande Canarie, la plus grande ville des îles canaries.

## Géographie
La province de Las Palmas est formée par les îles orientales de l'archipel des Canaries : les îles de Grande Canarie, Fuerteventura et Lanzarote, ainsi que six îles moins importantes : Alegranza, La Graciosa, Montaña Clara, Los Lobos, Roque del Este et Roque del Oeste.

## Histoire
Cette province a été créée en 1927 quand la province des Îles Canaries, avec comme capitale Santa Cruz de Tenerife, fut divisée en deux provinces, celle de Las Palmas et celle de Santa Cruz de Tenerife. La communauté autonome des Îles Canaries est depuis administrée par alternances d'une durée de quatre ans. Cette méthode d'administration double ralentit parfois certaines prises de décision.